# Термінал ЗПГ Лампунг
Термінал ЗПГ Лампунг – інфраструктурний об’єкт для прийому зрідженого природного газу (ЗПГ) у Індонезії. 
На початку 2010-х на тлі зростання попиту на природний газ на найбільш заселеному індонезійському острові Ява виник дефіцит цього ресурсу, для покриття якого вирішили звернутись до поставок ЗПГ (особливістю випадку було те, що йшлось передусім не про імпорт, а про отримання ЗПГ із розташованих на інших індонезійських островах заводів зі зрідження). При цьому один з терміналів вирішили розмістити біля узбережжя провінції Лампунг (східне завершення сусіднього острова Суматра), що дозволяло подати ресурс до газопроводу Південна Суматра – Західна Ява ще до розходження двох його ниток. 
Для терміналу Лампунг обрали схему із використанням плавучої регазифікаційної установки, що дозволяло зменшити капітальні витрати та пришвидшити запуск об’єкта. За 6 км від узбережжя в районі з глибиною моря 23 метра облаштували швартовочний вузол, від якого прокладено газопровід на суходіл довжиною 21 км та діаметром 600 мм.
Для роботи на терміналі у норвезької компанії Höegh зафрахтували на 20 років плавучу установку PGN FSRU Lampung, яка має резервуари для зберігання ЗПГ загальним об’ємом 170 тисяч м3 та здатна видавати 6,8 млн м3 регазифікованої продукції на добу. В липні 2014-го PGN FSRU Lampung прибула на термінал, доправивши із собою першу партію ресурсу з заводу ЗПГ Танггух. Можливо також відзначити, що у 2021 році індонезійська компанія Perusahaan Gas Negara, якій належить термінал,  оголосила про наміри звернутись до арбітражу із вимогою про розірвання контракту.